# La Javanaise
Pour les articles homonymes, voir Javanais (homonymie).
Clip vidéo
[vidéo] « Serge Gainsbourg - La Javanaise », sur YouTube
[vidéo] « Juliette Gréco - La Javanaise », sur YouTube
[vidéo] « Hommage à Serge Gainsbourg « La javanaise » Les Victoires de la musique 1990 », sur YouTube
La Javanaise est une chanson française de l'auteur-compositeur-interprète Serge Gainsbourg, qu'il enregistre en single en 1963,. Le titre est repris en single par Juliette Gréco cette même année, extrait de son album La Javanaise no 8, un des grands succès de leurs carrières et de la chanson française.

## Histoire

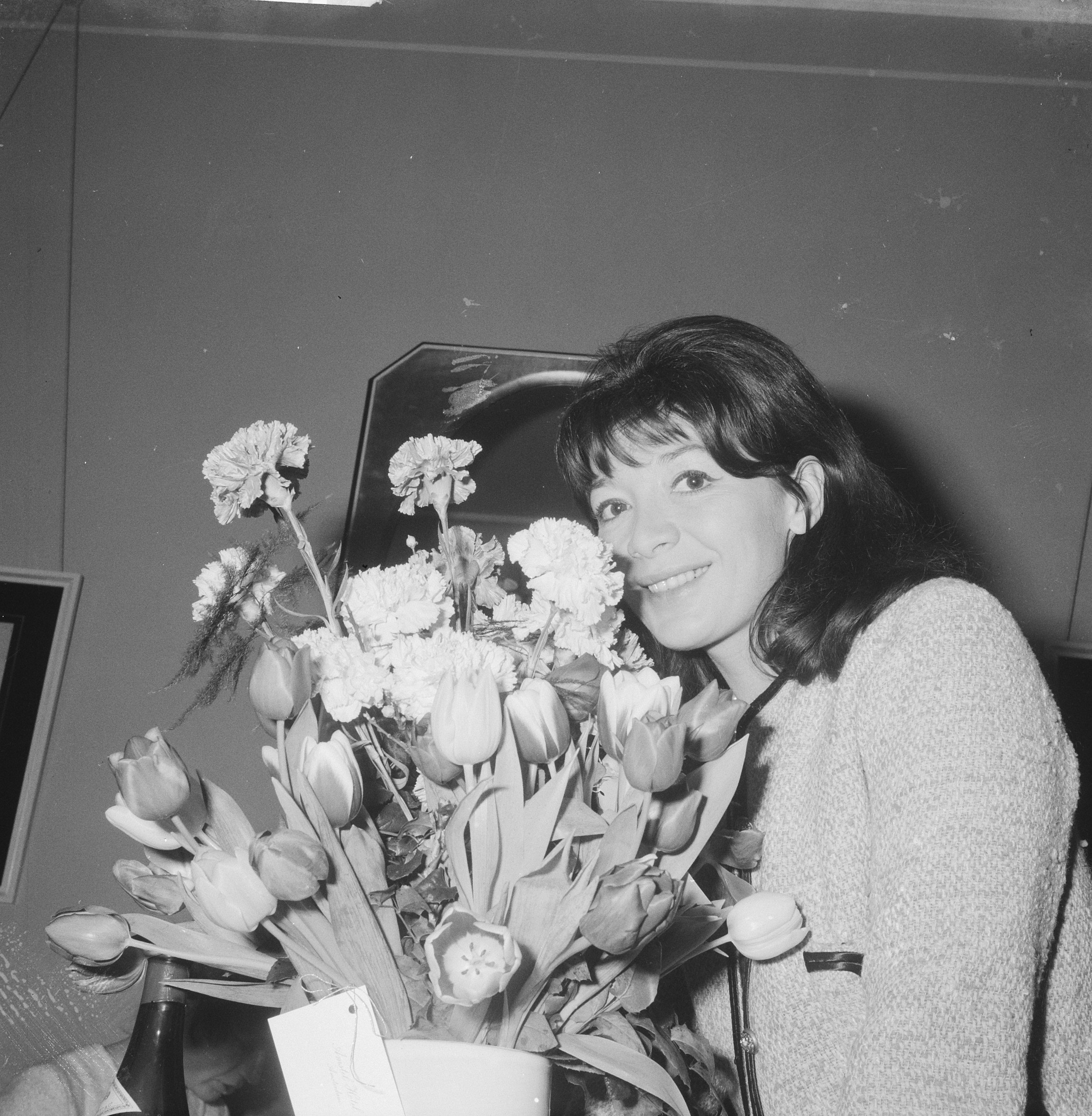
Juliette Gréco, en 1962

Alors qu'elle vient d'enregistrer avec succès Accordéon (de Serge Gainsbourg) et qu'elle rentre de tournée des États-Unis, Juliette Gréco (alors surnommée « La muse de Saint-Germain-des-Prés ») invite son ami Serge Gainsbourg (alors encore peu connu, et qui passe en première partie de quelques uns de ses concerts) à passer la soirée avec elle, en été 1962, dans son appartement du 33 rue de Verneuil de Saint-Germain-des-Prés de Paris,. Juliette Gréco lui aurait alors improvisé une danse exotique, dont elle a le secret. Amoureux, et très inspiré par cette soirée, Serge Gainsbourg lui écrit et compose alors cette chanson romantique de rêve sur le thème d'une courte « idylle amoureuse » (le temps d'une « Javanaise ») sur des airs de valse lente à trois temps et de slow langoureux « La vie ne vaut d'être vécue, sans amour, mais c'est vous qui l'avez voulu, mon amour, ne vous déplaise, en dansant la Javanaise, nous nous aimions, le temps d'une chanson... ». La chanson est déposée à la Sacem le 8 octobre 1962, avant d'être enregistrée par les deux artistes interprètes sur les faces B de chacun de leurs 45 tours, ainsi que sur l'album La Javanaise no 8 de Juliette Gréco.
« Un soir d'été de 1962, Juliette Gréco et Gainsbourg ont passé la soirée à écouter des disques et à boire du champagne dans l'immense salon de la chanteuse au 33, rue de Verneuil (à quelques dizaines de mètres de la future maison de son ami). Le lendemain, il lui a envoyé La Javanaise. […] Il semble que Gréco l'ait créée en mars 1963 en la plaçant au début de son tour de chant au cabaret La Tête de l'art »,.
- Serge Gainsbourg : « Cette Javanaise, qui fut si incomprise parce que j'y parle javanais, je l'ai écrite pour Juliette Gréco et je lui ai donnée aussitôt son retour des Amériques (sic). Je pense être un auteur privilégié puisqu'elle m'a chanté et je pense qu'il n'y a pas un auteur digne de ce nom ou au moins ayant un tant soit peu de tenue littéraire qui n'ait souhaité écrire pour elle. »[12]
- Juliette Gréco : « C'est d'abord un jeu, pas un jeu de mots, mais un jeu avec les mots grâce auquel ils prennent une valeur, une couleur beaucoup plus forte. J'avoue j'en ai bavé pas vous — C'est superbe. Il l'a appelée comme ça, mais la chanson n'a rien à voir avec le javanais tel qu'il se parlait autrefois. Ceci est beaucoup plus fort, beaucoup plus musical. »[13]« Serge Gainsbourg sait jongler avec génie entre musique et paroles. »[14]
- Bertrand Dicale : « Avec  ses chœurs très chalala et le choix d'un son très « anglais » (c'est son premier enregistrement à Londres), Gainsbourg  souligne dans La Javanaise des tourments très masculins, alors que Gréco affirme comme d'habitude une féminité majuscule, entre la liane vénéneuse et la caresse salvatrice. »[15]

Serge Gainsbourg reprend ce titre dans une version reggae renommée Javanaise remake dans son album Aux armes et caetera de 1979.

## Fiche technique
Deux enregistrements de référence :
- Par Serge Gainsbourg : 
  - Date enregistrement : janvier 1963 au Studio Fontana (Londres)
  - Arrangements et direction d'orchestre : Harry Robinson
  - Direction artistique : Jacques Plait
  - Format : 45 tours EP Philips 432-862
  - Durée : 2 min 29 s
  - Date de sortie : mars 1963[10]
  - Face B du vinyle Vilaine Fille Mauvais Garçon[17]
- Par Juliette Gréco : 
  - Date enregistrement : 4 avril 1963 au Studio Blanqui (Paris, XIIIe arr.)
  - Arrangements et direction d'orchestre : Jean-Michel Defaye
  - Format : 45 tours S Philips 373-156
  - Durée : 2 min 30 s
  - Date de sortie : mai 1963[10]
- Éditeurs : Warner Chappel Music Publishing, Melody Nelson Publishing[18]

## Classement
| Classement (1962)                       | Meilleure place |
| --------------------------------------- | --------------- |
| Belgique (Wallonie Ultratop 50 Singles) | 38              |

## Reprises et adaptations
Serge Gainsbourg et Juliette Gréco reprennent ce titre sur divers albums lives et compilations de leurs carrières, dont l'ultime album Merci ! de 2015. Cette chanson est également reprise par divers interprètes, dont Claude Nougaro (1974), Michel Sardou, Patrick Bruel, Laurent Voulzy et Vanessa Paradis (pour un hommage à Serge Gainsbourg des 5e cérémonie des Victoires de la musique de 1990), Manu Dibango (1991), Sacha Distel (1992), Régine (1996), Jane Birkin, Julien Clerc et Alain Souchon (La Soirée des Enfoirés, 1996), Patrick Bruel (2001), Jane Birkin (2001), Victoria Abril (2007), Nana Mouskouri (2007), Véronique Sanson (2008), François Valéry (2008), Enzo Enzo (2011), Lulu Gainsbourg (album From Gainsbourg to Lulu, 2011), Iggy Pop (2012), Florent Pagny (2012),  Jane Birkin (album Birkin/Gainsbourg : le symphonique de 2017)...

## Au cinéma
Sauf indication contraire, les informations mentionnées dans cette section peuvent être confirmées par le générique de fin de l'œuvre audiovisuelle présentée ici, ainsi que par la base de données cinématographiques IMDb,  présente dans la section « Liens externes ».
- 1998 : Dieu seul me voit (Versailles-Chantiers), de Bruno Podalydès.
- 2006 : Da Vinci Code, de Ron Howard, entendue dans la voiture d'un officier de police français.
- 2010 : Gainsbourg (vie héroïque), de Joann Sfar[20].
- 2014 : Bird People, de Pascale Ferran, interprétée par Julien Doré.
- 2017 : La Forme de l'eau, de Guillermo del Toro, interprétée par Madeleine Peyroux.
- 2022 : Chronique d'une liaison passagère, d'Emmanuel Mouret, au générique.